# بريستشلو
بريستشلو (بالإيطالية: Brescello)‏ هي بلدية في مقاطعة ريدجو إميليا في إقليم إميليا رومانيا الإيطالي.

## السكان
في سنة 1861 بلغ عدد السكان 4٬577 نسمة، وتطور العدد ليصل في سنة 2011 لـ 5٬546 نسمة.
يظهر هذا المخطط البياني تطور النمو السكاني لـ بريستشلو